# 兹沃尼米尔·切尔文科
兹沃尼米尔·切尔文科（1926年11月13日—2001年2月17日），克罗地亚将军，参加过克罗地亚独立战争、风暴作战。1992年，任克罗地亚共和国武装部队总参谋长。2001年去世，安葬在美乐高墓园。